# São Sebastião da Feira
São Sebastião da Feira ist eine Ortschaft und ehemalige Gemeinde (Freguesia) im portugiesischen Kreis (Concelho) von Oliveira do Hospital. Am 30. Juni 2011 hatte die Gemeinde 197 Einwohner auf einer Fläche von 2,6 km².
Im Zuge der kommunalen Neuordnung Portugals am 29. September 2013 wurde die Gemeinde São Sebastião da Feira mit Penalva de Alva zur neuen Gemeinde União das Freguesias de Penalva de Alva e São Sebastião da Feira zusammengeschlossen. Sitz der neuen Gemeinde wurde Penalva de Alva.